# Éliminatoires de la Coupe MLS 2022
 (juin 2024).
La mise en forme du texte ne suit pas les recommandations de Wikipédia : il faut le « wikifier ».
Les points d'amélioration suivants sont les cas les plus fréquents. Le détail des points à revoir est peut-être précisé sur la page de discussion.
- Les titres sont pré-formatés par le logiciel. Ils ne sont ni en capitales, ni en gras.
- Le texte ne doit pas être écrit en capitales (les noms de famille non plus), ni en gras, ni en italique, ni en « petit »…
- Le gras n'est utilisé que pour surligner le titre de l'article dans l'introduction, une seule fois.
- L'italique est rarement utilisé : mots en langue étrangère, titres d'œuvres, noms de bateaux, etc.
- Les citations ne sont pas en italique mais en corps de texte normal. Elles sont entourées par des guillemets français : « et ».
- Les listes à puces sont à éviter, des paragraphes rédigés étant largement préférés. Les tableaux sont à réserver à la présentation de données structurées (résultats, etc.).
- Les appels de note de bas de page (petits chiffres en exposant, introduits par l'outil «  Source ») sont à placer entre la fin de phrase et le point final[comme ça].
- Les liens internes (vers d'autres articles de Wikipédia) sont à choisir avec parcimonie. Créez des liens vers des articles approfondissant le sujet. Les termes génériques sans rapport avec le sujet sont à éviter, ainsi que les répétitions de liens vers un même terme.
- Les liens externes sont à placer uniquement dans une section « Liens externes », à la fin de l'article. Ces liens sont à choisir avec parcimonie suivant les règles définies. Si un lien sert de source à l'article, son insertion dans le texte est à faire par les notes de bas de page.
- La présentation des références doit suivre les conventions bibliographiques. Il est recommandé d'utiliser les modèles {{Ouvrage}}, {{Chapitre}}, {{Article}}, {{Lien web}} et/ou {{Bibliographie}}. Le mode d'édition visuel peut mettre en forme automatiquement les références.
- Insérer une infobox (cadre d'informations à droite) n'est pas obligatoire pour parachever la mise en page.

Pour une aide détaillée, merci de consulter Aide:Wikification.
Si vous pensez que ces points ont été résolus, vous pouvez retirer ce bandeau et améliorer la mise en forme d'un autre article.
Les éliminatoires de la Coupe MLS 2022 (nommés Audi 2022 MLS Cup Playoffs pour des raisons de parrainage) étaient la 27e édition des éliminatoires de la Coupe MLS, le championnat de fin de saison de la Major League Soccer (MLS), la principale ligue de football aux États-Unis et au Canada. Le tournoi a conclu la saison régulière de la MLS 2022. Il a débuté le 15 octobre et s'est terminé avec la MLS Cup 2022 le 5 novembre, 16 jours avant le début de la Coupe du monde de la FIFA 2022 au Qatar.
New York City FC était le tenant du titre des éliminatoires de la MLS, mais a été éliminé en finale de conférence par l'Union de Philadelphie. Los Angeles FC est entré en tant que vainqueur du Supporters' Shield et a remporté sa première MLS Cup, en battant l'Union de Philadelphie lors d'une séance de tirs au but. Les éliminatoires de 2022 ont marqué la première fois depuis 2008 qu'aucune équipe de la région du Nord-Ouest Pacifique (y compris les Timbers de Portland, finalistes de 2021 MLS Cup) ne s'est qualifiée ; les Sounders de Seattle n'ont pas réussi à se qualifier pour la première fois dans l'histoire de la MLS, mettant fin à une série record de treize participations consécutives en séries éliminatoires. Austin FC et FC Cincinnati ont atteint les éliminatoires de la Coupe MLS pour la première fois en 2022.

## Classements des conférences
Les sept meilleures équipes des conférences de l'Est et de l'Ouest se sont qualifiées pour les éliminatoires de la Coupe MLS, les champions de conférence bénéficiant d'un bye pour le premier tour. Un fond vert indique les équipes qualifiées pour la Ligue des champions de la CONCACAF 2023.
| 15 octobre | New York Red Bulls | 1–2 | FC Cincinnati                    | Red Bull Arena                                  |                                                 |
| 12h00 EDT  | *Morgan 48e        |     | *Acosta 74e (pen.) - Vázquez 86e | Spectateurs : 17,113 Arbitrage : Alex Chilowicz | Spectateurs : 17,113 Arbitrage : Alex Chilowicz |
| 12h00 EDT  |                    |     |                                  | Spectateurs : 17,113 Arbitrage : Alex Chilowicz | Spectateurs : 17,113 Arbitrage : Alex Chilowicz |

| 16 octobre | CF Montréal                         | 2–0 | Orlando City SC | Saputo Stadium                                 |                                                |
| 20h00 EDT  | *Koné 68e - Mihailovic 90+9e (pen.) |     |                 | Spectateurs : 19,619 Arbitrage : Ismail Elfath | Spectateurs : 19,619 Arbitrage : Ismail Elfath |
| 20h00 EDT  |                                     |     |                 | Spectateurs : 19,619 Arbitrage : Ismail Elfath | Spectateurs : 19,619 Arbitrage : Ismail Elfath |

## Premier tour
Les équipes classées deuxième à quatrième de chaque conférence ont accueilli les matchs du premier tour. Les meilleures têtes de série de chaque conférence ont reçu un laissez-passer pour les demi-finales de la conférence.

### Conférence Est
| 17 octobre | New York City FC                        | 3–0 | Inter Miami CF | New York                                                       |  |  |
| 19h00 EDT  | - Pereira 63e *Moralez 69e *Héber 90+2e |     |                | Stade : Citi Field Affluence : 18,066 Arbitre : Rubiel Vazquez |  |  |
|            |                                         |     |                |                                                                |  |  |

| 15 octobre | LA Galaxy    | 1–0 | Nashville SC | Carson                                                                             |  |  |
| 12h00 PDT  | - Araujo 60e |     |              | Stade : Dignity Health Sports Park Affluence : 22,280 Arbitre : Armando Villarreal |  |  |
|            |              |     |              |                                                                                    |  |  |

| 17 octobre | FC Dallas     | 1–1 (penalty 5–4) | Minnesota United FC | Toyota Stadium, Frisco                 |  |  |
| 20h30 CDT  | - Quignon 64e |                   | - Reynoso 53e       | Affluence : 19,096 Arbitre : Ted Unkel |  |  |
|            |               |                   |                     |                                        |  |  |

### Conférence de l'Ouest
| 20 octobre 2022 | Union de Philadelphie | 1–0 | FC Cincinnati | Chester                                                       |  |  |
| 20h00 EDT       | - Flach 59e           |     |               | Stade : Subaru Park Affluence : 19,289 Arbitre : Timothy Ford |  |  |
|                 |                       |     |               |                                                               |  |  |

### Conférence de l'Est
| 30 octobre 2022 | Union de Philadelphie                 | 3–1 | New York City FC | Chester                                                        |  |  |
| 20h00 EDT       | - Carranza 65e *Gazdag 67e *Burke 76e |     | - Moralez 57e    | Stade : Subaru Park Affluence : 19,770 Arbitre : Allen Chapman |  |  |
|                 |                                       |     |                  |                                                                |  |  |

| Octobre 30, 2022 | Los Angeles FC                            | 3–0 | Austin FC | Los Angeles                                                                        |  |  |
| 12h00 PDT        | - Arango 29e *Urruti 62e (csc) *Opoku 81e |     |           | Stade : Banc of California Stadium Affluence : 22,175 Arbitre : Armando Villarreal |  |  |
|                  |                                           |     |           |                                                                                    |  |  |

### Conférence de l'Ouest
| 30 octobre 2022 | Los Angeles FC                              | 3–0 | Austin FC | Los Angeles                                                                        |  |  |
| 12h00 PDT       | - Arango 29e - Urruti 62e (csc) - Opoku 81e |     |           | Stade : Banc of California Stadium Affluence : 22,175 Arbitre : Armando Villarreal |  |  |
|                 |                                             |     |           |                                                                                    |  |  |

## Les finales de conférence
Les équipes les mieux classées de chaque conférence ont accueilli les matchs.

### Conférence de l'Ouest
| 30 octobre 2022 | Union de Philadelphie                   | 3–1 | New York City FC | Chester                                                        |  |  |
| 20h00 EDT       | - Carranza 65e - Gazdag 67e - Burke 76e |     | - Moralez 57e    | Stade : Subaru Park Affluence : 19,770 Arbitre : Allen Chapman |  |  |
|                 |                                         |     |                  |                                                                |  |  |

## Coupe MLS 2022
L'équipe la mieux classée restante dans le tableau général (Los Angeles FC) a accueilli le match.

## Meilleurs buteurs
| Classement | Joueur              | Club                  | Buts |
| ---------- | ------------------- | --------------------- | ---- |
| 1          | Sebastián Driussi   | Austin FC             | 3    |
| 1          | Maximiliano Moralez | New York City FC      | 3    |
| 3          | Cristian Arango     | Los Angeles FC        | 2    |
| 3          | Denis Bouanga       | Los Angeles FC        | 2    |
| 3          | Sergio Córdova      | Real Salt Lake        | 2    |
| 3          | Jack Elliott        | Union de Philadelphie | 2    |
| 3          | Héber               | New York City FC      | 2    |
| 3          | Dániel Gazdag       | Union de Philadelphie | 2    |
| 3          | Djordje Mihailovic  | CF Montréal           | 2    |